# Daniel Salguero Díaz
Daniel Salguero Díaz  (Huelva, 1974) es un poeta español en lengua castellana así como editor independiente.
Es el director y propulsor del proyecto cultural Psiqueactiva, iniciativa que busca ser el caldo de cultivo de nuevos artistas, y que abarca desde la poesía hasta la música, pasando por la fotografía, la pintura, etc.
En su trayectoria como escritor, ha participado en varias antologías, caracterizándose por un estilo muy personal difícil de catalogar dentro de las tendencias poéticas actuales.

## Obra
- Negación del paríaso (Huelva : Ediciones del 1900, 2001). Colecc.: "Ojo de Nube; nº 1"[1]
- Primeras palabras (Huelva : Diputación Provincial, 2001). Colecc.: "Donaire; 9".[2]
- Poemas a Aika Miura (Huelva : Ediciones del 1900, 2005); Colecc.: "Cuadernos del 1900, nº 11".[2]
- Apuntes para un atardecer en Barzaj (Huelva : Diputación Provincial, 2007).[2]
- Las horas perdidas (Málaga : Área de Juventud, Ayuntamiento, 2008).[2]

## Premios
- Huelva Arte Joven, Instituto Andaluz de la Juventud (2007)[2]
- 2º premio, Muestra Andaluza de Literatura Joven (2008), Ayuntamiento de Málaga[2]